# 보잉 2707
보잉 2707은 미국 정부가 초음속 여객기의 개발을 위하여 보잉과 록히드 사에게 프로젝트를 의뢰한 것이다. 보잉 b-2707은 마하 2.7의 속도와 승객 273명을 한번에 나를 수 있었으나, 보잉 747이 그것의 약 2배를 더 나르므로 결국 실용성이 없어 목업만 만들고 1971년 개발이 전격 취소되었다.